# NGC 445
NGC 445 é uma galáxia lenticular (S0) localizada na direcção da constelação de Cetus. Possui uma declinação de +01° 55' 03" e uma ascensão recta de 1 horas, 14 minutos e 52,6 segundos.
A galáxia NGC 445 foi descoberta em 23 de Outubro de 1864 por Albert Marth.